# 朋黨論
《朋党论》，北宋欧阳修的文章，為了反駁政敵而寫，也是中國古代有關朋黨的文章。

## 背景
自古以來，朋黨都視作壞事，在宋代，「朋黨」更是打擊政敵的最好罪名。范仲淹為人以天下為己任，意氣軒昂，認為朋黨有正邪兩種。1043年，范仲淹和韓琦推行慶曆新政，第二年，不少人開始攻擊改革派范仲淹、韓琦、富弼和歐陽修自成朋黨。宋仁宗聽聞後質問范仲淹，他竟打破慣例不作自辯，公然直率回答說，自古君子小人「未嘗不各為一黨」，視乎君主是否明察。宋仁宗對他的答覆不甚滿意。歐陽修隨即奏上《朋黨論》，獨出心裁作翻案文章，反說君子才有朋黨，小人倒沒有；換言之，被稱為朋黨的才是好人。

## 內容
《朋黨論》指出，「小人之朋」為了利益而形成，是「偽朋」，他們為了利益而相爭，不能團結，有共同利益時就暫時結黨，稱為朋友，沒有利益時就沒有來往，甚至互相殘害。「君子之朋」則是因志同道合而形成，堅守道義、忠信和名節，是「真朋」，有助修身，為國服務時則同心共濟，終始如一。
《朋黨論》促請君主分辨君子之朋與小人之朋，任用君子之朋而貶退小人之朋，任用君子之朋則上下一心，國家興盛，堯、舜、周武王都是例子；若貶退君子之朋，疑而不用，則國破政亡，如漢桓帝、漢靈帝、唐昭宗之時；若禁絕朋黨，會導致人人各懷異心，有如商紂亡國之時。

## 手法
《朋黨論》篇首入論，先立論後闡明，文中大量運用史例，正反立論，並活用排偶句子，加強語氣。

## 餘波
宋仁宗始終不信《朋黨論》的說法，歐陽修隨即到河東做官，離開京城。《朋黨論》是一時迫切之言，其實歐陽修也明知理論上君子不應有朋黨，實際上他和范仲淹等人也不算朋黨。第二年，歐陽修上書說明范仲淹等人根本沒有朋黨，只是被人誣告。

## 影響
《朋黨論》是中國古代有關朋黨的最著名議論文，明代東林黨人就秉承《朋黨論》的宗旨，認為朋黨並非壞事，高攀龍《朋黨說》一文讚賞《朋黨論》議論傑出，沿襲其說加以補充，認為「小人之朋」在沒有共同利益時也不會消散。